# Nothovernonia
Nothovernonia is een geslacht uit de composietenfamilie (Asteraceae). De soorten komen voor in tropisch Afrika en op het Arabisch schiereiland.

## Soorten
- Nothovernonia amblyolepis (Baker) H.Rob. & V.A.Funk
- Nothovernonia purpurea (Sch.Bip. ex Walp.) H.Rob. & V.A.Funk